# Schiffen
Das Verb schiffen ist im gehobenen Deutsch in der Bedeutung „zu Schiff fahren“ seit dem 13. Jahrhundert belegt.

„In den Ocean schifft mit tausend Masten der Jüngling; 
 Still auf gerettetem Boot treibt in den Hafen der Greis.“

Diese ursprüngliche Bedeutung findet sich noch in „sich einschiffen“. Das Wort Schiffer für den Kapitän wurde desto leichter aus dem niederländischen schipper und dem niederdeutschen Schipper übernommen. Sonst ist es auch allgemein für Bootsfahrer erhalten, etwa Flussschiffer. Übertragen Luftschiffer für einen Freiballonfahrer benutzt es bereits Jean Paul.
Im 18. Jahrhundert wurde diese bisherige Bedeutung in der derben Umgangssprache verdrängt. Von mittelhochdeutsch schif für einen (länglichen, schiffförmigen) Behälter (vergl. das Wasserschiff bei alten Küchenherden und das Schiffchen beim Webstuhl) stammt die studentische Benennung für den Nachttopf. Daraus entwickelte sich das Wort „schiffen“ für urinieren.
Diese Polysemie führte im Fremdsprachen-, insbesondere Lateinunterricht, zu unfreiwillig komischen Übersetzungen oder wurde gar bewusst für Wortspiele genutzt (siehe dazu auch Küchenlatein).
Hieraus wiederum bürgerte sich auch umgangssprachlich „es schifft“ für „es regnet“ ein.